# ノー・トゥモロー
『ノー・トゥモロー』（原題：No tomorrow）は、アメリカ合衆国の映画作品。

## キャスト
| 役名       | 俳優                       | 日本語吹替 |
| ---------- | -------------------------- | ---------- |
| ダイアン   | パム・グリア               | 小野洋子   |
| ノア       | ゲイリー・ビジー           | 秋元羊介   |
| ジェイソン | ゲイリー・ダニエルズ       | 成田剣     |
| メーカー   | マスターP                  | 中田和宏   |
|            | ジョージ・チェン           |            |
| ララ       | ジョディ・ビアンカ・ワイズ | 日野由利加 |
| ルイス     | ラリー・マネッティ         | 村田則男   |
| デイヴィス | ジェフ・フェイヒー         | 檀臣幸     |

- その他の声の吹き替え：幹本雄之／植村喜八郎／秋間登／室園丈裕／大平泉／水野光太